# NGC 1088
NGC 1088 é uma galáxia espiral (S0-a) localizada na direcção da constelação de Aries. Possui uma declinação de +16° 12' 01" e uma ascensão recta de 2 horas, 47 minutos e 03,9 segundos.
A galáxia NGC 1088 foi descoberta em 25 de Outubro de 1786 por William Herschel.